# Louisa Jacobson
Louisa Jacobson Gummer (Los Angeles, 12 giugno 1991) è un'attrice statunitense, attiva in campo teatrale e televisivo.

## Biografia
Louisa Jacobson è nata a Los Angeles, figlia di Meryl Streep e Don Gummer; è la sorella minore del musicista Henry Gummer e delle attrici Mamie e Grace Gummer. Ha studiato psicologia al Vassar College e, dopo la laurea nel 2013, ha studiato recitazione alla British American Drama Academy di Oxford e poi ottenuto la laurea magistrale presso la scuola di teatro dell'Università Yale.
Ha fatto il suo debutto sulle scene nel 2017 nella pièce Mary Jane, in cui era la sostituta per il ruolo dell'eponima protagonista; pochi mesi più tardi è tornata a recitare a New Haven nella commedia di Richard Wright Native Son, a cui è seguito The Member of the Wedding in scena al festival teatrale di Williamstown. Nel 2019 invece ha interpretato Giulietta in Romeo e Giulietta in scena all'Old Globe Theatre di San Diego.
Nel 2019 ha fatto il suo esordio sul piccolo schermo nel film televisivo Gone Hollywood, mentre nel 2022 è la protagonista Marian nella serie televisiva dell'HBO The Gilded Age.
Nel 2025 recita nella commedia romantica Material Love, per la regia di Celine Song.

## Filmografia

### Cinema
- Material Love (Materialists), regia di Celine Song (2025)

### Televisione
- Gone Hollywood – film TV, regia di Ted Griffin (2019)
- The Gilded Age – serie TV (2022-in corso)

## Teatro
- Mary Jane di Amy Herzog, regia di Anne Kauffman. Yale Repertory Theatre di New Haven (2017)
- Native Son di Richard Wright, regia di Seret Scott. Yale Repertory Theatre di New Haven (2017)
- The Member of the Wedding di Carson McCullers, regia di Gaye Taylor Upchurch. Williamstown Theatre Festival di Williamstown (2018)
- Romeo e Giulietta di William Shakespeare, regia di Barry Edelstein. Old Globe di San Diego (2019)